# Wes Welker
(en) Statistiques sur pro-football-reference
Wesley Carter Welker, né le 1er mai 1981 à Oklahoma City, est un joueur américain de football américain évoluant au poste de wide receiver.
Bien qu'il soit désigné meilleur joueur collégien de son État natal, Welker est jugé trop petit pour un joueur de son poste et ne reçoit aucune proposition de bourse universitaire jusqu'à ce que son entraîneur convainque tardivement l'encadrement des Red Raiders de l'université de Texas Tech. Polyvalent, il s'impose à plusieurs positions, notamment en retourneur de coup de pied.
Non sélectionné en 2004, il devient agent libre puis se fait une place dans l'effectif des Chargers de San Diego dans la National Football League. Viré au tout début de sa première saison en NFL, il est récupéré par les Dolphins de Miami. Wide receiver polyvalent, il développe une capacité à jouer dans le slot. Il est l'unique joueur de l'histoire de la NFL à avoir, au cours d'un seul match, converti un field goal, converti un extra point, retourné un punt et retourné un engagement.
Désiré par Tom Brady et Bill Belichick, Wes Welker est échangé aux Patriots de la Nouvelle-Angleterre contre deux choix de draft. Il devient l'un des principaux receveurs de Brady et est sélectionné à cinq reprises au Pro Bowl. Welker devient une vedette à la Nouvelle-Angleterre et mène la ligue en termes de réceptions en 2007, 2009 et 2011. Il contribue à l'histoire lors de la saison régulière parfaite des Patriots en 2008. Il participe à deux Super Bowls sous le maillot des Patriots pour autant de défaites.
Libre à la fin de la saison 2012, Welker signe un contrat avec les Broncos de Denver et évolue avec Peyton Manning. Les débuts sont prometteurs et le petit joueur marque régulièrement. Touché à la tête en milieu de saison, il revient pour la phase finale et sa troisième participation au Super Bowl qu'il perd de nouveau. Blessé, suspendu, son dernier fait d'armes est d'attraper la 508e passe pour touchdown de la carrière de Peyton Manning, égalant le record jusque-là détenu par Brett Favre. Après un dernier essai avec les Rams de Saint-Louis, peu concluant, il met un terme à sa carrière en 2015 et devient entraîneur offensif assistant pour les Texans de Houston.
Il détient plusieurs records des franchises pour lesquelles il a évolué, comme le plus grand nombre de réceptions au cours d'une seule saison chez les Patriots de la Nouvelle-Angleterre, ou le nombre de retours de coup de pied d'engagement pour les Dolphins de Miami.

## Carrière

### Début de carrière

#### 2004
Signé par les Chargers de San Diego au printemps, il est libéré après le premier match de saison pour laisser place à un autre joueur et change de club pour signer avec les Dolphins de Miami le 21 septembre.
Pour sa première année chez les professionnels, Wes Welker réalise 43 retours de punts pour un total de 464 yards, soit une moyenne de 10,8 yards par retour de punt, soit la deuxième meilleure moyenne de la ligue. Il enregistre également 61 retours de kickoffs pour 1 415 yards parcourus. Au cours de cette année, il ne compte aucune réception.
Son principal fait d'armes cette année a lieu au cours du match contre les Patriots de la Nouvelle-Angleterre, le 10 octobre 2004, où Welker, pour pallier une blessure du kicker des Dolphins Olindo Mare, est promu au rang de kicker. Il convertit ses deux tentatives (un field goal et un extra point), ce qui lui vaut de devenir le premier joueur de l'histoire de la NFL à convertir un field goal, un extra point, à retourner un punt et un engagement au cours du même match. Il est alors désigné AFC Special Teams Player of the Week à cette occasion.
L'équipe, au terme d'une saison catastrophique (4 victoires pour 12 défaites - son pire bilan depuis 1970 -), ne participe pas aux playoffs.

#### 2005
Wes Welker passe l'année 2005 au sein des Dolphins, avec lesquels il participe aux 16 matches de la saison régulière, dont un en tant que titulaire. Promu au rang de 3e wide receiver, il termine l'année avec des statistiques correctes en réception (29 réceptions pour 434 yards parcourus, respectivement les 5e et 4e totaux de l'équipe) et continue à s'occuper de retourner les punts et les kick-offs (43 punts pour 9,1 yards de moyenne, soit la 11e meilleure moyenne de la NFL et 61 kickoffs pour 22,6 yards de moyenne).
Les Dolphins terminent la saison avec un total de 9 victoires pour 7 défaites, et ne se qualifient pas pour les playoffs, pour la 4e année consécutive.

#### 2006
Après certaines rumeurs laissant entendre qu'il pourrait être évincé au cours de la pré-saison, Wes Welker est cette année-là l'une des rares satisfactions au sein de l'attaque des Dolphins. Il améliore ses statistiques en réception (67 réceptions pour 687 yards, 1 touchdown). Il retourne également 41 punts pour 9,2 yards de moyenne (8e meilleure performance de la conférence AFC) et 48 kickoffs pour une moyenne de 22,2 yards.

### Patriots de la Nouvelle-Angleterre
Welker est échangé aux Patriots de la Nouvelle-Angleterre contre des sélections de 2e et 7e tours de la draft 2007 de la NFL.

#### 2007
Il devient très vite un élément clé de l'attaque des Pats, et une cible fiable pour Tom Brady. Les Patriots finiront la saison avec 16 victoires et aucune défaite, mais ils sont battus par les Giants et Eli Manning dans le Super Bowl XLII. Welker ira tout de même à son premier Pro Bowl après avoir reçu 112 passes pour plus de 1 100 yards durant la saison régulière.

#### 2008
Durant le premier match de la saison, Tom Brady est victime d'une blessure qui lui fera manquer le reste de la saison. Avec Matt Cassel comme quarterback, Welker arrive tout de même à avoir une bonne saison et il est sélectionné à son deuxième Pro Bowl.

#### 2009
Cette année prouve être difficile pour Wes, même s'il reçoit 123 passes, il est désigné forfait pour le reste de la saison avec une blessure à la cheville lors du dernier match de la saison, qui lui fera manquer les playoffs.

#### 2010
Après sa blessure, les médias suggèrent qu'il lui sera très difficile d'être prêt pour le début de la saison. Pourtant, il réussit à atteindre le terrain à temps et apparaît dans 15 matchs. Après la saison, il est récompensé par un voyage au Pro Bowl.

#### 2011
Lors d'un Monday Night Football contre son ancienne équipe, les Dolphins, il connecte avec Brady pour une réception de 99 yards. C'est la plus longue réception de sa carrière, ainsi que dans l'histoire des Patriots. Il finit la saison avec 122 réceptions pour 1 569 yards, sa meilleure saison en NFL, mais cette saison s'achève négativement puisque les Patriots sortent du Super Bowl XLVI perdants, une fois de plus face aux Giants.

#### 2012
Pendant le troisième match de la saison, il établit un record du plus grand nombre de réceptions dans l'histoire des Patriots, surpassant le prestigieux Troy Brown. Il est élu à son 5e Pro Bowl consécutif.

### Broncos de Denver
Le 13 mars 2013, il signe avec les Broncos de Denver menés par Peyton Manning un contrat de deux ans pour 12 millions de dollars, une offre que les Patriots n'ont pas voulu égaler.

### Rams de Saint-Louis
Le 10 novembre 2015, il signe avec les Rams de Saint-Louis.

## Statistiques
| Année              | Équipe                             | MJ                 |     | Passes réceptionnées | Passes réceptionnées | Passes réceptionnées | Passes réceptionnées |       | Courses | Courses | Courses | Courses |  | Fumbles | Fumbles |
| Année              | Équipe                             | MJ                 | Nb. | Yards                | Moy.                 | TD                   | Nb.                  | Yards | Moy.    | TD      | Nb.     | Perdus  |  |         |         |
| 2004               | Chargers de San Diego              | 1                  | -   | -                    | -                    | -                    | -                    | -     | -       | -       | 0       | 0       |  |         |         |
| 2004               | Dolphins de Miami                  | 14                 | -   | -                    | -                    | -                    | -                    | -     | -       | -       | 4       | 1       |  |         |         |
| 2005               | Dolphins de Miami                  | 16                 | 29  | 434                  | 15,0                 | 0                    | 1                    | 5     | 5,0     | 0       | 5       | 1       |  |         |         |
| 2006               | Dolphins de Miami                  | 16                 | 67  | 687                  | 10,3                 | 1                    | -                    | -     | -       | -       | 3       | 1       |  |         |         |
| 2007               | Patriots de la Nouvelle-Angleterre | 16                 | 112 | 1 175                | 10,5                 | 8                    | 4                    | 34    | 8,5     | 0       | 3       | 0       |  |         |         |
| 2008               | Patriots de la Nouvelle-Angleterre | 16                 | 111 | 1 165                | 10,5                 | 3                    | 3                    | 26    | 8,7     | 0       | 1       | 1       |  |         |         |
| 2009               | Patriots de la Nouvelle-Angleterre | 14                 | 123 | 1 348                | 11,0                 | 4                    | 5                    | 36    | 7,2     | 0       | 2       | 0       |  |         |         |
| 2010               | Patriots de la Nouvelle-Angleterre | 15                 | 86  | 848                  | 9,9                  | 7                    | -                    | -     | -       | -       | 1       | 0       |  |         |         |
| 2011               | Patriots de la Nouvelle-Angleterre | 16                 | 122 | 1 569                | 12,9                 | 9                    | 4                    | 30    | 7,5     | 0       | 1       | 0       |  |         |         |
| 2012               | Patriots de la Nouvelle-Angleterre | 16                 | 118 | 1 354                | 11,5                 | 6                    | 2                    | 20    | 10,0    | 0       | 3       | 1       |  |         |         |
| 2013               | Broncos de Denver                  | 13                 | 73  | 778                  | 10,7                 | 10                   | -                    | -     | -       | -       | 1       | 1       |  |         |         |
| 2014               | Broncos de Denver                  | 14                 | 49  | 464                  | 9,5                  | 2                    | -                    | -     | -       | -       | 0       | 0       |  |         |         |
| 2015               | Rams de Saint-Louis                | 8                  | 13  | 102                  | 7,8                  | 0                    | -                    | -     | -       | -       | 0       | 0       |  |         |         |
| Totaux en carrière | Totaux en carrière                 | Totaux en carrière | 903 | 9 924                | 11,0                 | 50                   | 19                   | 151   | 7,9     | 0       | 24      | 6       |  |         |         |

### Filmographie
- (en) A Football Life: Wes Welker, 6 octobre 2017, NFL Productions, 52 minutes.